# Ivan Dodig
Ivan Dodig (Međugorje, 1985. január 2. –) olimpiai ezüstérmes horvát hivatásos teniszező.
Grand Slam-tornákon eddigi legjobb eredménye a 2015-ös Roland Garroson elért páros győzelme volt Marcelo Melóval. Egyéniben a 2013-as wimbledoni tornán jutott a 4. fordulóba. Karrierje első ATP-tornagyőzelmét Zágrábban aratta 2011 februárjában, ahol a döntőben Michael Berrert győzte le két szettben.

## ATP-döntői

### Egyéni

#### Győzelmei (1)
| Összesítés                                            | Összesítés |
| ----------------------------------------------------- | ---------- |
| Grand Slam-torna                                      | (0)        |
| ATP World Tour Masters 1000 / ATP Masters Series      | (0)        |
| ATP World Tour 500 Series / International Series Gold | (0)        |
| ATP World Tour 250 Series / International Series      | (1)        |
| ATP World Tour Finals / Tennis Masters Cup            | (0)        |

|   | Dátum            | Torna                      | Borítás    | Ellenfél a döntőben | Eredmény a döntőben |
| 1 | 2011. február 6. | PBZ Zagreb Indoors, Zágráb | Kemény (f) | Michael Berrer      | 6-3, 6-4            |

#### Elvesztett döntői (1)
|   | Dátum            | Torna                         | Borítás | Ellenfél a döntőben | Eredmény a döntőben |
| 1 | 2011. június 19. | UNICEF Open, ’s-Hertogenbosch | Fű      | Dmitrij Turszunov   | 3-6, 2-6            |

### Páros

#### Győzelmei (9)
| Összesítés                                            | Összesítés |
| ----------------------------------------------------- | ---------- |
| Grand Slam-torna                                      | (1)        |
| ATP World Tour Masters 1000 / ATP Masters Series      | (4)        |
| ATP World Tour 500 Series / International Series Gold | (4)        |
| ATP World Tour 250 Series / International Series      | (0)        |
| ATP World Tour Finals / Tennis Masters Cup            | (0)        |

|   | Dátum               | Torna                                       | Borítás    | Partner           | Ellenfelek a döntőben                   | Eredmény a döntőben    |
| 1 | 2013. október 13.   | Shanghai Masters, Sanghaj                   | Kemény     | Marcelo Melo      | David Marrero / Fernando Verdasco       | 7–6(2), 6–7(6), [10–2] |
| 2 | 2015. február 28.   | Abierto Mexicano Telcel, Acapulco           | Kemény     | Marcelo Melo      | Mariusz Fyrstenberg / Santiago González | 7–6(2), 5–7, [10–3]    |
| 3 | 2015. június 7.     | Roland Garros, Párizs                       | Salak      | Marcelo Melo      | Bob Bryan / Mike Bryan                  | 6–7(5), 7–6(5), 7–5    |
| 4 | 2015. november 8.   | BNP Paribas Masters, Párizs                 | Kemény (f) | Marcelo Melo      | Vasek Pospisil / Jack Sock              | 2–6, 6–3, [10–5]       |
| 5 | 2016. július 31.    | Rogers Cup, Toronto                         | Kemény     | Marcelo Melo      | Jamie Murray / Bruno Soares             | 6–4, 6–4               |
| 6 | 2016. augusztus 21. | Western & Southern Open, Cincinnati         | Kemény     | Marcelo Melo      | Jean-Julien Rojer / Horia Tecău         | 7–6(5), 6–7(5), [10–6] |
| 7 | 2017. február 19.   | ABN AMRO World Tennis Tournament, Rotterdam | Kemény (f) | Marcel Granollers | Wesley Koolhof / Matwe Middelkoop       | 7–6(5), 6–3            |
| 8 | 2017. július 30.    | German Open, Hamburg                        | Salak      | Mate Pavić        | Pablo Cuevas / Marc López               | 6–3, 6–4               |
| 9 | 2017. október 29.   | Swiss Indoors, Bázel                        | Kemény (f) | Marcel Granollers | Fabrice Martin / Édouard Roger-Vasselin | 7–5, 7–6(6)            |

#### Elvesztett döntői (10)
|    | Dátum               | Torna                                          | Borítás    | Partner      | Ellenfelek a döntőben                     | Eredmény a döntőben |
| 1  | 2012. február 5.    | PBZ Zagreb Indoors, Zágráb                     | Kemény(f)  | Mate Pavić   | Márkosz Pagdatísz / Mihail Juzsnij        | 2-6, 2-6            |
| 2  | 2012. február 26.   | Regions Morgan Keegan Championships, Memphis   | Kemény     | Marcelo Melo | Makszim Mirni / Daniel Nestor             | 6-4, 5-7, [7-10]    |
| 3  | 2013. február 10.   | PBZ Zagreb Indoors, Zágráb                     | Kemény(f)  | Mate Pavić   | Julian Knowle / Filip Polášek             | 3-6, 3-6            |
| 4  | 2013. július 7.     | Wimbledon, London                              | Fű         | Marcelo Melo | Bob Bryan / Mike Bryan                    | 6-3, 3-6, 4-6, 4-6  |
| 5  | 2014. április 20.   | Monte Carlo Masters, Monte-Carlo               | Salak      | Marcelo Melo | Bob Bryan / Mike Bryan                    | 3-6, 6-3, [8-10]    |
| 6  | 2014. augusztus 10. | Rogers Cup, Toronto                            | Kemény     | Marcelo Melo | Alexander Peya / Bruno Soares             | 4-6, 3-6            |
| 7  | 2014. október 5.    | Rakuten Japan Open Tennis Championships, Tokió | Kemény     | Marcelo Melo | Pierre-Hugues Herbert / Michal Przysiezny | 3-6, 7-6(3), [5-10] |
| 8  | 2014. november 16.  | ATP World Tour Finals, London                  | Kemény (f) | Marcelo Melo | Bob Bryan / Mike Bryan                    | 7-6(5), 2-6, [7-10] |
| 9  | 2015. augusztus 9.  | Citi Open, Washington                          | Kemény     | Marcelo Melo | Bob Bryan / Mike Bryan                    | 4-6, 2-6            |
| 10 | 2016. június 25.    | Aegon Nottingham Open, Nottingham              | Fű         | Marcelo Melo | Dominic Inglot / Daniel Nestor            | 5-7, 6-7(4)         |